# 12 22
«12_22» — сборник перезаписанных песен группы «Кино», записанный в течение 2012—2022 годов участниками группы с использованием оцифрованных архивных записей голоса Виктора Цоя. Альбом был анонсирован 16 ноября 2022 года и выпущен 22 декабря на цифровых платформах.
Релиз заявлен как студийный альбом, однако критик Алексей Мажаев в рецензии отметил: «Это сборник, который сам собой сложился за последние десять лет. На этом сборнике „Кино“ звучит так, как должно звучать в 2023 году». Портал «Репродуктор» также указал: «Главное отличие песен из нового сборника от хорошо известных их версий заключается в новых аранжировках», газета «Московский комсомолец» в своей рецензии также отметила: «Трек-лист у «12_22» не очень похож на сборник мечты. Здесь нет «Группы крови», «Звезды по имени Солнце», «Пачки сигарет» и прочих чемпионов караоке».

## Список композиций
| №   | Название                        | Оригинальный альбом                 | Длительность |
| --- | ------------------------------- | ----------------------------------- | ------------ |
| 1.  | «Нам с тобой»                   | «Чёрный альбом» (1991)              | 4:52         |
| 2.  | «Мама, мы все тяжело больны»    | «Группа крови» (1988)               | 3:56         |
| 3.  | «Троллейбус»                    | «46» (1983)                         | 2:48         |
| 4.  | «Сосны на морском берегу»       | «Чёрный альбом» (переиздание, 1996) | 4:24         |
| 5.  | «Закрой за мной дверь»          | «Группа крови» (1988)               | 3:25         |
| 6.  | «Попробуй спеть вместе со мной» | «Группа крови» (1988)               | 4:33         |
| 7.  | «Место для шага вперёд»         | «Звезда по имени Солнце» (1989)     | 3:39         |
| 8.  | «Когда твоя девушка больна»     | «Чёрный альбом» (1991)              | 4:05         |
| 9.  | «Атаман»                        | «Внеальбомный сингл»                | 4:11         |
| 10. | «Это не любовь»                 | «Это не любовь» (1985)              | 3:23         |
| 11. | «Бездельник»                    | «45» (1982)                         | 3:04         |
| 12. | «Музыка волн»                   | «46» (1983)                         | 4:19         |
| 13. | «Генерал»                       | «46» (1983)                         | 3:31         |
| 14. | «Я объявляю свой дом»           | «Это не любовь» (1985)              | 6:18         |
| 15. | «Саша»                          | «46» (1983)                         | 3:27         |
| 16. | «Последний герой»               | «Начальник Камчатки» (1984)         | 3:07         |
| 17. | «Кукушка» (live)                | «Чёрный альбом» (1991)              | 3:28         |
| 18. | «Следи за собой» (live)         | «Чёрный альбом» (1991)              | 4:51         |

## Видеоклипы
Перед выходом сборников на ряд песен из него были представлены видеоклипы.
20 октября 2020 года был представлен клип на песню «Попробуй спеть вместе со мной», в который вошли кадры короткометражного фильма Сергея Лысенко «Конец каникул» (1986), ставшего первой картиной с участием группы. Спустя 2 года, 20 октября 2022 года был представлен клип на песню «Закрой за мной дверь», в который также вошли кадры фильма «Конец каникул».

## Участники записи

### Группа «Кино»
- Виктор Цой — вокал (архивные записи)
- Юрий Каспарян — лидер-гитара, бэк-вокал
- Игорь Тихомиров — бас-гитара, бэк-вокал
- Александр Титов — бас-гитара, бэк-вокал
- Георгий Гурьянов — ударные (9)

### Сессионные музыканты
- Дмитрий Кежватов — акустическая гитара, бэк-вокал;
- Олег Шунцов — ударные.

### Приглашённые музыканты
- Игорь Вдовин — клавишные;
- Александр Дубовой — фортепиано (5);
- Роман Парыгин — труба (7);
- Гуля Наумова, Наталья Назарова, Алексей Гусаров — струнное трио (8).

### Производство
- Александр Цой — идея и реализация проекта.

## Критика
| Оценки критиков       | Оценки критиков |
| Источник              | Оценка          |
| --------------------- | --------------- |
| InterMedia            | 9/10            |
| Московский комсомолец | (без оценки)    |
| Фонтанка.ру           | (без оценки)    |

Музыкальный критик агентства InterMedia Алексей Мажаев в своей рецензии написал, что «никаких вопросов к идее сборника не остаётся, да и воплощение задуманного заслуживает самых высоких оценок». Самым большим достоинством релиза критик назвал инструментальное вступление к песне «Мама, мы все тяжело больны».
Газета «Московский комсомолец» в своей рецензии указала: «Голос Цоя не изменился, а музыка пережила впечатляющий апгрейд... И далеко не все от этого в восторге» Было отмечено отсутствие на сборнике многих известных хитов группы, на что указано: «Участники группы утверждают, что не собираются переписать музыку всех песен „Кино“, и на пластинке собраны треки, которым требовалась техническая поддержка, а также неожиданные коллаборации».
«Что же касается исключительно музыкальных эмоций, то „12_22“ — не совсем тот альбом, на котором их нужно искать. Вся деятельность группы „Кино“ на современном этапе это скорее способ работы с каталогом, чем стремление к музыкальным открытиям. Благодаря проекту „Симфоническое Кино“ в хитах группы действительно проявилось что-то новое, однако в рок-формате такие задачи явно не ставятся. Предложенные восемнадцать треков неплохо загрузят вашу стереосистему, технически здесь все круто, но шансы удивиться и быть заинтригованным близки к нулю. Впрочем, на уровне ностальгии все отлично работает. Старое продавать легче, чем новое».